# 제롬 자네
제롬 자네(프랑스어: Jérôme Jeannet, 1977년 1월 26일~)는 프랑스의 은퇴한 펜싱 선수로 주 종목은 에페이다. 2004년 하계 올림픽과 2008년 하계 올림픽에서 단체전 금메달을 획득했다. 

## 개인사
동생인 파브리스 자네도 펜싱 선수이다.